# Itacoatiara (kommun)
Itacoatiara är en kommun i Brasilien.   Den ligger i delstaten Amazonas, i den centrala delen av landet, 1 800 km nordväst om huvudstaden Brasília. Antalet invånare är 86 840. Arean är 8 892 kvadratkilometer.
Terrängen i Itacoatiara är platt.
Följande samhällen finns i Itacoatiara:
- Itacoatiara

I omgivningarna runt Itacoatiara växer i huvudsak städsegrön lövskog. Runt Itacoatiara är det glesbefolkat, med 9 invånare per kvadratkilometer.